# 虎門石井戰鬥
虎門石井戰鬥發生於1927年11月18日，地點則是在中國廣州附近一帶，是國民革命軍內部所發生的內戰戰鬥之一。虎門石井戰鬥的交戰雙方，一方為粵軍李濟深部，另一方為張發奎軍部。